# Halapić
Halapić är ett samhälle i Bosnien och Hercegovina.   Det ligger i entiteten Federationen Bosnien och Hercegovina, i den västra delen av landet, 130 km väster om huvudstaden Sarajevo. Halapić ligger 948 meter över havet och antalet invånare är 109.
Terrängen runt Halapić är huvudsakligen kuperad, men österut är den platt. Runt Halapić är det ganska tätbefolkat, med 93 invånare per kvadratkilometer.. Närmaste större samhälle är Glamoč, 5,4 km sydost om Halapić. 
Trakten runt Halapić består till största delen av jordbruksmark.